# 甫庵信長記
『甫庵信長記』（ほあんしんちょうき/ほあんのぶながき）は、江戸時代初期に儒学者で医師の小瀬甫庵が著した、織田信長を主題とした仮名草子。原題は『信長記』（しんちょうき/のぶながき）だが、太田牛一の『信長記』（『信長公記』）との混同を防ぐため『甫庵信長記』と通称される。

## 概要
太田牛一の『信長記（信長公記）』をもととして書かれた書籍であり、刊行本には古活字本と整版がある。古活字本にはカタカナ混じりとひらがな混じりのニ系統があり、カタカナ混じりの伝本が多く存在している。整版は甫庵の加賀藩出仕後に刊行されたもので、寛永元年（1624年）、寛永21年（1644年）、寛文12年（1672）と相次いで刊行された。
小林健三は甫庵の執筆目的を『儒教的価値観の宣揚』としている。『信長記』では、信長を儒教思想の基づく英雄として描いているが、最終的には「天道」に従わなかったため、治世は長続きしなかったとしている。
長篠の戦いにおける三段撃ちなど、彼の本から知られた逸話は多いが、甫庵は意図的に創作を取り入れているため、史料としての価値は極めて低い。甫庵は太田牛一を「愚にして直な（正直すぎる）」と評し、牛一の『信長公記』が写本でしか伝えられなかったのに対し、甫庵の『信長記』は刊本として大いに流行り広く大衆に親しまれた。しかし大久保忠教は『三河物語』において、「イツハリ多シ（偽りが多い）」としており、三つのうち一つぐらいしか事実が書かれていないと評している。また甫庵自身も『太閤記』に収められた『太閤記八物語』では、「（甫庵の信長記は）言葉が麗しくなく、文章の連続性もないと言われることが多い」が、よく読まれているとしている。

## 初刊年について
初刊年については慶長9年（1604年）、慶長16年（1611年）、元和8年（1622年）の三説がある。慶長9年説は栗田元次が唱えたもので、同書の自序に慶長九年に夢のお告げがあって『信長記』を著すこととしたという記述によるものと見られている。慶長16年説は林羅山が同書によせた序によるものであるが、偽造の可能性も指摘されている。現在では川瀬一馬が唱えた元和8年説が主流となっているが、柳沢昌紀は慶長17年に甫庵が『信長記』を白山神社関係に奉納したという記録などから慶長16年頃ではないかとしている。長谷川泰志は元和8年説を取りつつも、慶長9年頃にはすでに刊行計画があったのではないかとしている。

## 書籍情報
写本
- 小瀬甫庵『国立国会図書館デジタルコレクション 信長記 15巻【全号まとめ】』。

古活字版
- 小瀬甫庵（漢文）『国立国会図書館デジタルコレクション 信長記』 全15、1622年。

和文
- 小瀬甫庵 著、黒川真道 編『国立国会図書館デジタルコレクション 信長記 上』集文館〈日本歴史文庫 〔4〕〉、1911年。
- 小瀬甫庵 著、黒川真道 編『国立国会図書館デジタルコレクション 信長記 下』集文館〈日本歴史文庫 〔5〕〉、1911年。